# Johnny Rep

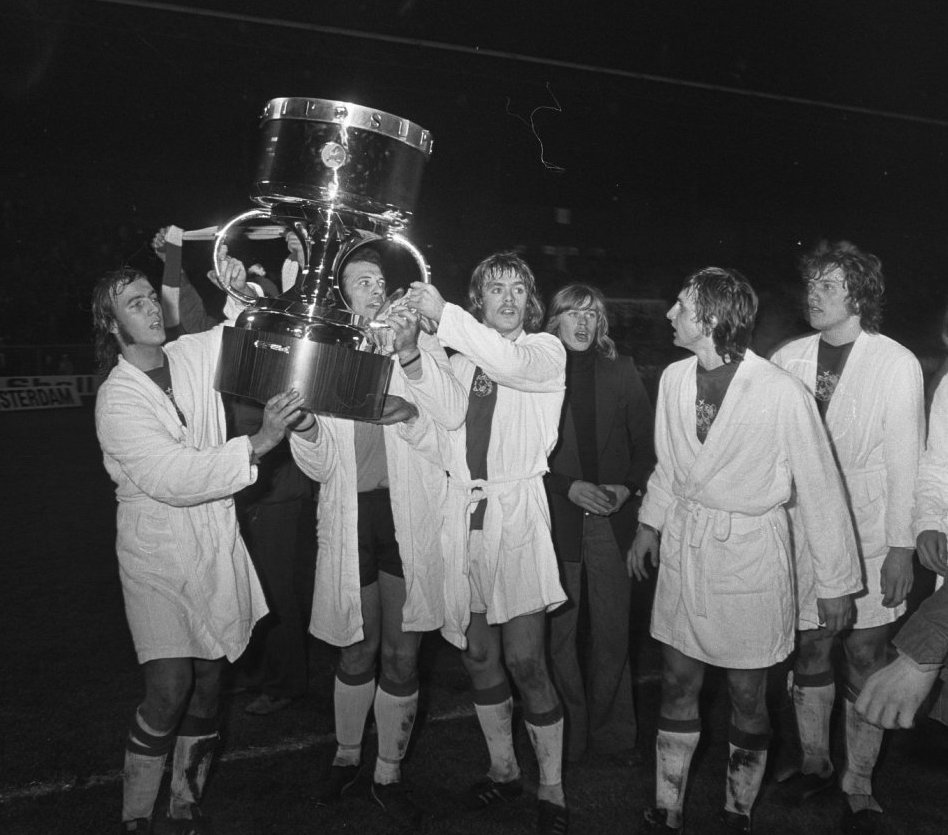
Ajax-spelers in januari 1973 met de zojuist gewonnen UEFA Super Cup 1972. Van links naar rechts in de witte badjassen: Neeskens, Stuy, Rep, Cruijff en Haan.

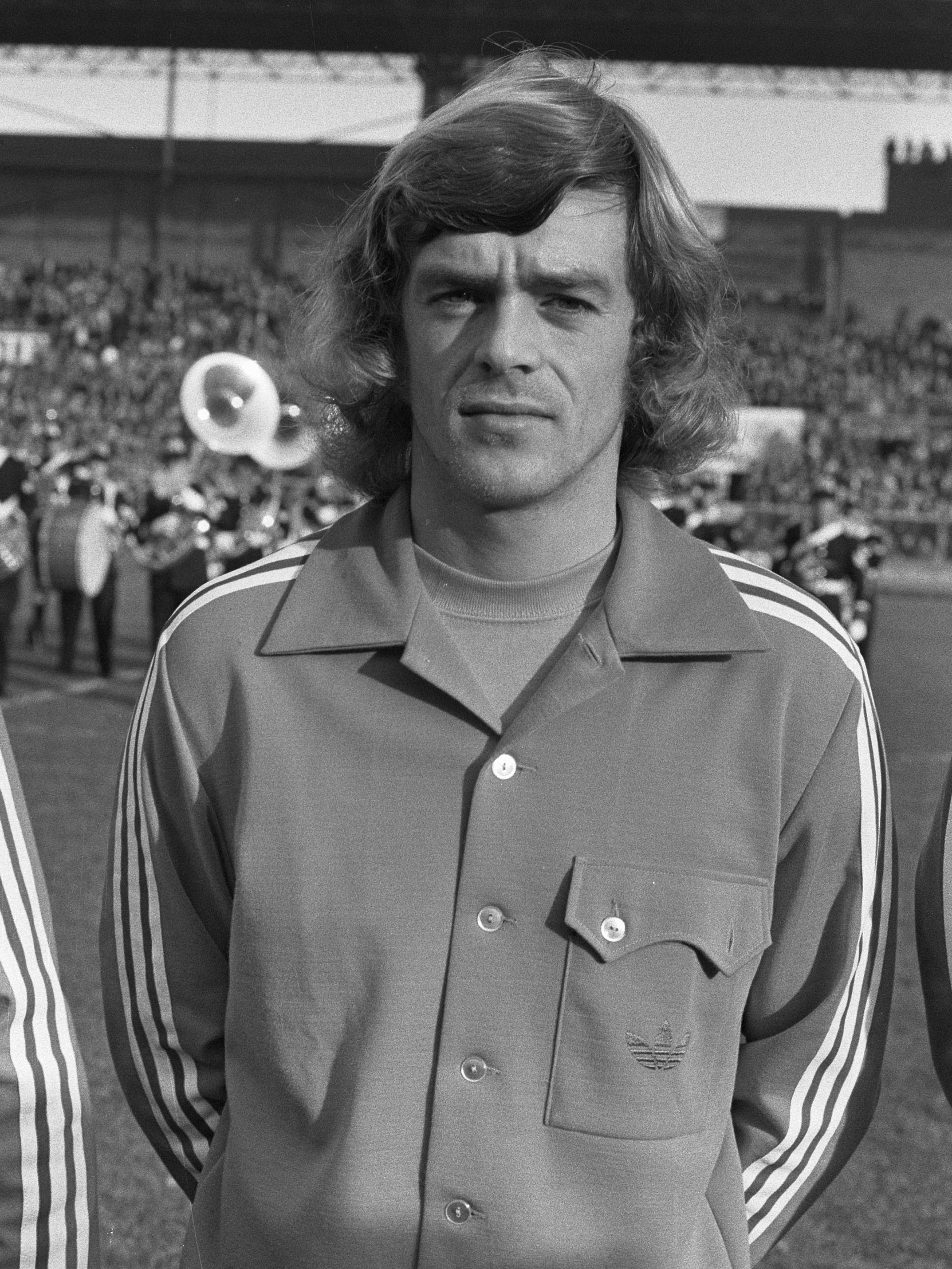
Rep tijdens het WK-kwalificatieduel Nederland–België in november 1973.

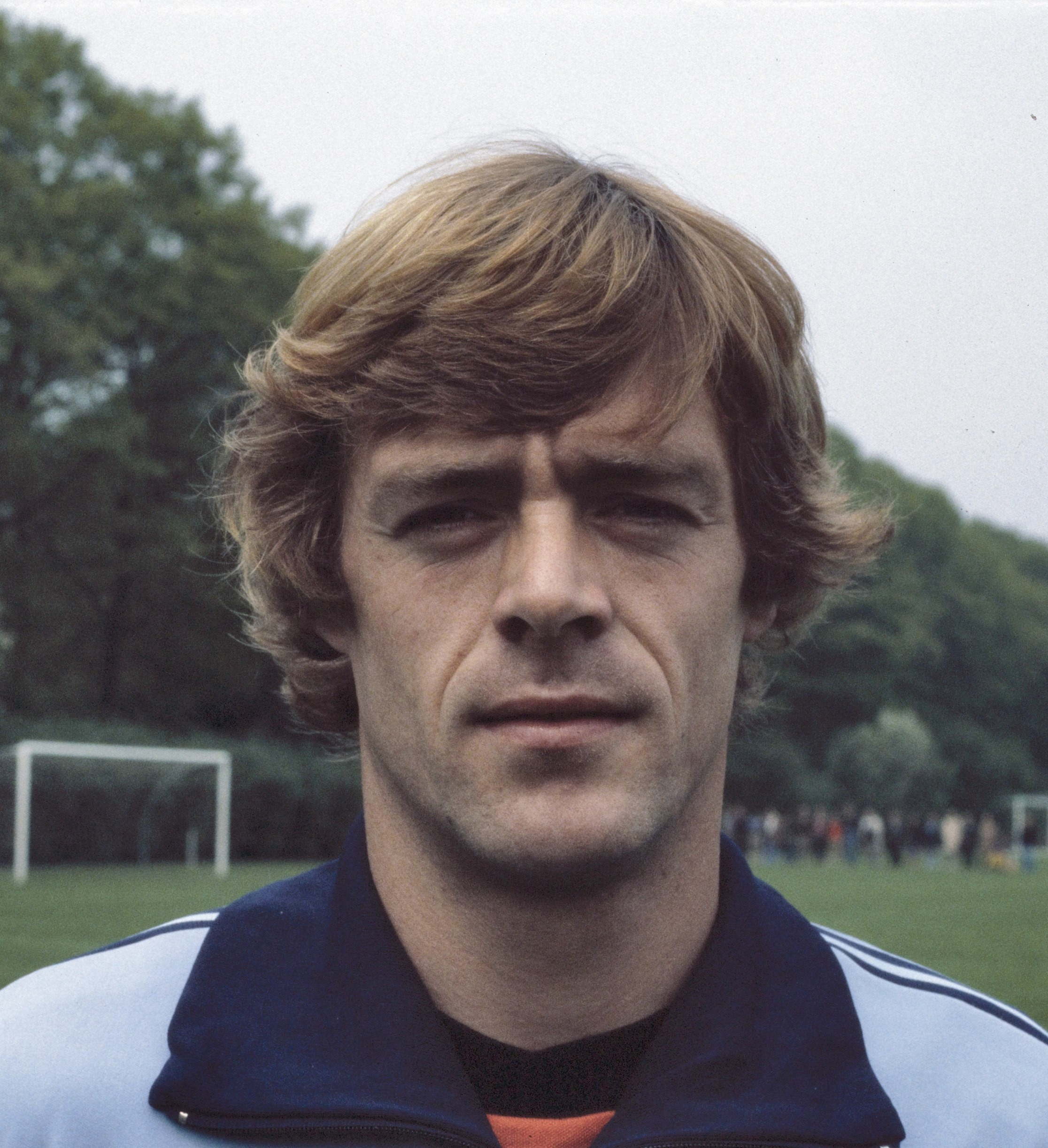
Rep in het Nederlands Elftal in 1978.

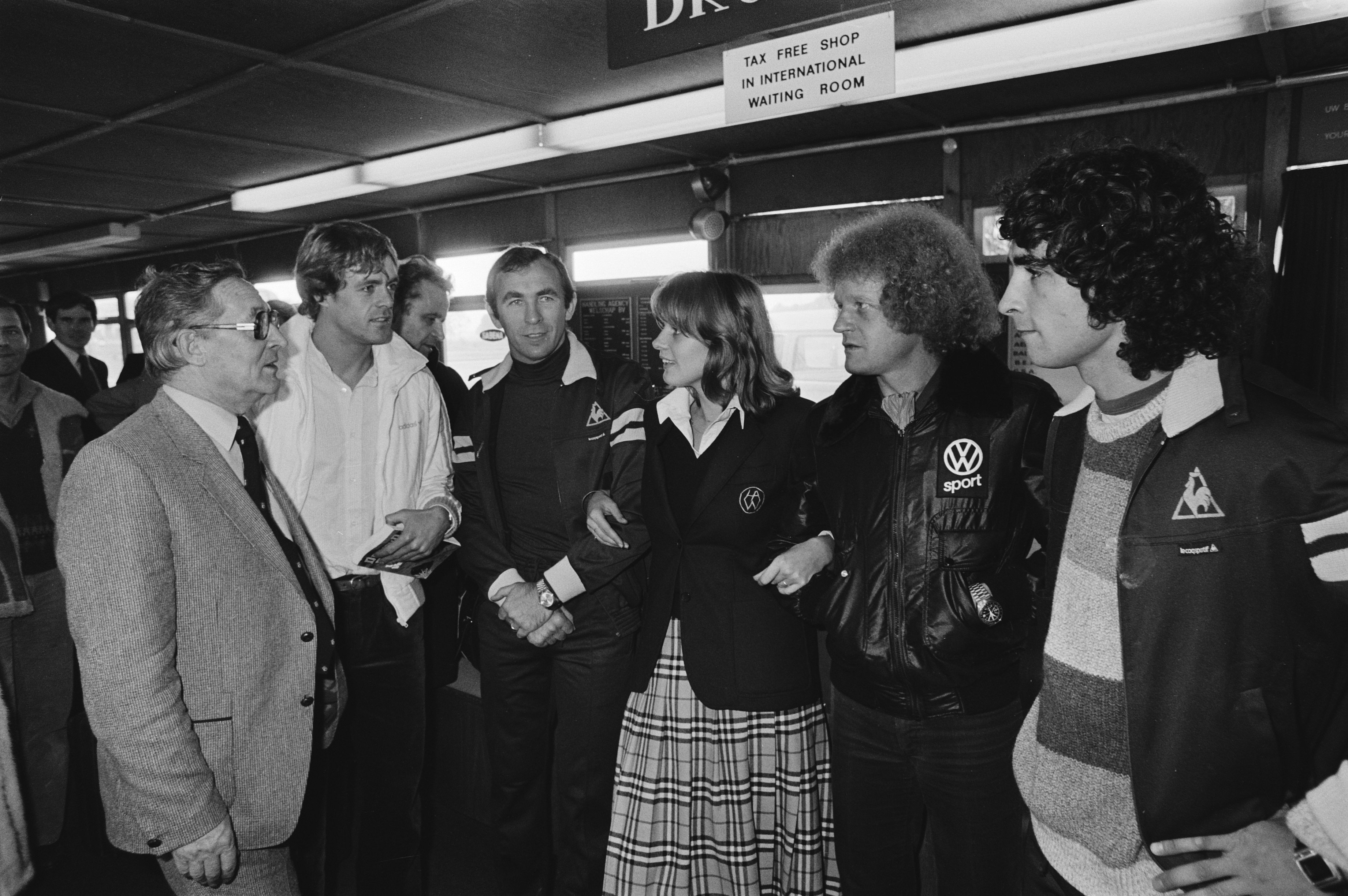
Rep in wit jack en wit overhemd bij Saint-Etiénne (november 1979)

Nicolaas ("Johnny") Rep (Zaandam, 25 november 1951) is een Nederlands voormalig voetballer. Hij won met AFC Ajax twee keer de Europacup I en een keer de wereldbeker, evenals twee keer de Europese Supercup. Rep kwam van mei 1973 tot en met november 1981 42 keer uit voor het Nederlands voetbalelftal en speelde in de (verloren) finales van het WK 1974 en WK 1978.

## Als speler

### Clubloopbaan
Johnny Rep werd op zijn achtste jaar lid van de Zaanse club ZFC. Op zijn zestiende debuteerde hij in het eerste elftal, dat in de Tweede divisie speelde. Hier werd hij in 1968 opgemerkt door Cor Brom, de assistent van Rinus Michels. Ajax nam hem over, waarna hij in de jeugd van de Amsterdamse club speelde en in het B-elftal. In de zomer van 1971 maakte hij de overstap naar het eerste elftal. Op 29 augustus 1971 debuteerde hij in de Eredivisie in een wedstrijd tegen Sparta, als invaller voor Van Dijk.
Reps bijnaam het goudhaantje dankte hij aan het vermogen om te scoren op beslissende momenten. Hij drukte als spits zijn stempel op de returnwedstrijd om de wereldbeker in 1972 tegen het Argentijnse Independiente met twee van de drie Ajax-doelpunten (3–0). In 1973 zorgde hij voor de beslissende 1–0 in de Europacup I-finale tegen Juventus.
Halverwege 1975 vertrok Rep van Ajax naar Valencia.
Met SC Bastia, de club van het Franse eiland Corsica, haalde Rep in het UEFA Cup-seizoen 1977/78 de finale, die over twee wedstrijden werd verloren van PSV. In het seizoen 1978/1979 kreeg Rep bij Bastia gezelschap van de bij Feyenoord vertrokken Wim Rijsbergen. Vanaf medio 1979 speelde Rep samen met onder andere Michel Platini en Jacques Santini voor AS Saint-Étienne. In het seizoen 1980/1981 werd Saint-Etienne kampioen van Frankrijk.
Bij PEC Zwolle werd Rep in 1983/84 met Piet Schrijvers herenigd, met wie hij eerder bij Ajax en in het Nederlands elftal had gespeeld. Met Feyenoord eindigde Rep in de seizoenen 1984/85 en 1985/86 als derde in de Nederlandse Eredivisie. In augustus 1986 tekende hij een eenjarig contract bij FC Haarlem. Binnen twee maanden werd hij echter door trainer Hans van Doorneveld op een zijspoor geplaatst, waarna het contract tussen Rep en Haarlem werd ontbonden. Contacten met Heracles en First Vienna FC leverden niets op. Rep speelde nog in het eerste zaterdagteam van ZFC, waarmee hij in 1990 de fusie tot Hellas Sport Combinatie meemaakte.

### Nederlands elftal
Op het WK 1974 maakte Rep deel uit van een voorhoede met Johan Cruijff en Rob Rensenbrink. Het Nederlands elftal maakte onder aanvoering van Johan Cruijff en coach Rinus Michels naam met het totaalvoetbal en werd tweede. Rep scoorde vier doelpunten tijdens dit toernooi.
Tijdens het WK 1978 in Argentinië redde Rep in het derde en tevens laatste duel in de eerste pouleronde het Nederlands elftal met een doelpunt tegen Schotland van een voortijdige afgang. Oranje verloor met 3-2, maar ging op doelsaldo door naar de tweede pouleronde. Trainer Ernst Happel voerde vervolgens een drastische verjonging door, waarna in de tweede ronde Oostenrijk met 5–1 werd verslagen. In dit duel scoorde Rep twee goals. Met zeven doelpunten verdeeld over veertien wedstrijden in twee WK's is Rep topscorer van Oranje op WK-eindronden.
Het laatste toernooi dat Rep met het Nederlands elftal speelde was het EK 1980 in Italië. Nederland slaagde er in de pouleronde net niet in zich te kwalificeren voor de volgende ronde. Tegen Griekenland werd met 1–0 gewonnen, tegen West-Duitsland werd na een snelle 3–0-achterstand uiteindelijk dankzij goals van Willy van de Kerkhof en Rep de schade beperkt tot een 3–2 nederlaag, tegen Tsjechoslowakije was de uitslag 1–1. Zijn laatste interlands speelde Rep tussen maart 1981 en november 1981. Met name door twee kleine uit-nederlagen (2–1 en 1–0) in de kwalificatiewedstrijden eind 1980 tegen Ierland en België, waar Rep niet in meespeelde, wist het Nederlands Elftal zich niet te kwalificeren voor het WK 1982 in Spanje.
In totaal speelde Rep 42 interlands, waarin hij twaalf doelpunten maakte. 

## Clubstatistieken
| Seizoen   | Club           | Wedstrijden | Doelpunten | Competitie       |
| --------- | -------------- | ----------- | ---------- | ---------------- |
| 1971–1975 | Ajax           | 97          | 41         | Eredivisie       |
| 1975–1977 | Valencia       | 55          | 22         | Primera División |
| 1977–1979 | Bastia         | 65          | 33         | Division 1       |
| 1979–1983 | Saint-Étienne  | 131         | 44         | Division 1       |
| 1983–1984 | PEC Zwolle '82 | 32          | 5          | Eredivisie       |
| 1984–1986 | Feyenoord      | 43          | 5          | Eredivisie       |
| 1986–1987 | FC Haarlem     | 5           | 0          | Eredivisie       |

- Nederland: 42 interlands, 12 doelpunten.

## Als trainer

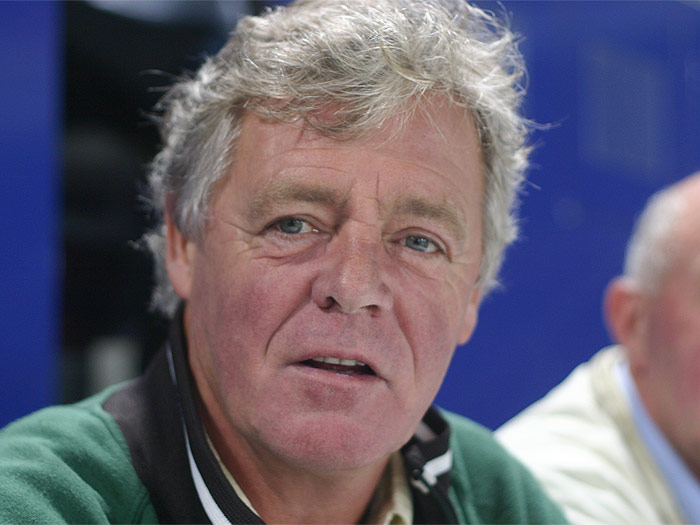
Rep als trainer

Vanaf 1987 was Rep werkzaam als trainer en scout voor diverse amateurclubs. Als trainer maakte hij de overstap van VV Zwarte Schapen (DZS) van Amsterdam naar Almere mee waar de club een jaar als Sporting Flevoland speelde om daarna FC Omniworld te worden. Met DZS degradeerde hij uit de hoofdklasse en promoveerde een jaar later weer terug. Tussen 2003 en 2006 trainde hij toenmalig vierdeklasser VV Texel '94. In het seizoen 2007/08 was hij tijdens het seizoen trainer van RKSV Pancratius uit Badhoevedorp geworden na het ontslag van de trainer. Met Pancratius wist hij degradatie uit de tweede klasse na de nacompetitie te voorkomen. Hierna moest hij weer plaatsmaken.
| Periode   | Club               | Competitie    | Functie      |
| --------- | ------------------ | ------------- | ------------ |
| 1994–1996 | Zwarte Schapen     | KNVB Amateurs | Hoofdtrainer |
| 1996–1997 | Sporting Flevoland | KNVB Amateurs | Hoofdtrainer |
| 1997–2002 | Omniworld          | KNVB Amateurs | Hoofdtrainer |
| 2003–2006 | Texel '94          | KNVB Amateurs | Hoofdtrainer |
| 2007–2008 | Pancratius         | KNVB Amateurs | Hoofdtrainer |

## Erelijst
| Competitie                 |        |                  |      |      |
| Competitie                 | Aantal | Jaren            |      |      |
| Ajax                       | Ajax   | Ajax             | Ajax | Ajax |
| -------------------------- | ------ | ---------------- | ---- | ---- |
| Mondiaal                   |        |                  |      |      |
| Wereldbeker voor clubteams | 1×     | 1972             |      |      |
| Internationaal             |        |                  |      |      |
| Europacup I                | 2×     | 1971/72, 1972/73 |      |      |
| Europese Supercup          | 2×     | 1972, 1973       |      |      |
| Nationaal                  |        |                  |      |      |
| Eredivisie                 | 2×     | 1971/72, 1972/73 |      |      |
| KNVB beker                 | 3×     | 1971/72          |      |      |
| Saint-Étienne              |        |                  |      |      |
| Division 1                 | 1×     | 1980/81          |      |      |

| Competitie                     | Winnaar   | Winnaar   | Runner-up | Runner-up  | Derde     | Derde     |
| Competitie                     | Aantal    | Jaren     | Aantal    | Jaren      | Aantal    | Jaren     |
| Nederland                      | Nederland | Nederland | Nederland | Nederland  | Nederland | Nederland |
| ------------------------------ | --------- | --------- | --------- | ---------- | --------- | --------- |
| Wereldkampioenschap voetbal    |           |           | 2×        | 1974, 1978 |           |           |
| Europees kampioenschap voetbal |           |           |           |            | 1×        | 1976      |

Individueel als speler
| Division 1 Beste Buitenlandse Speler | 1× | 1978 |

## Namen en bijnamen
Reps officiële voornaam is Nicolaas en zijn roepnaam volgens het geboortekaartje was Sjonnie, later werd het Johnny: Toen ik een jaar of dertien was, heb ik dat eigenhandig veranderd in Johnny. Vond ik stoerder staan. Later heb ik daar echt spijt van gehad. Anders was ik de enige profvoetballer ter wereld ooit geweest met de naam Sjonnie.
Bij AS Saint-Étienne verwierf Rep door zijn debuut de bijnaam blonde engel. De “ASSE” was in 1979 een arbeidersclub en Rep was de eerste sterspeler die voor relatief veel geld aangekocht werd. De supporters waren sceptisch, maar hij werd hun engel toen hij in zijn eerste wedstrijd, een UEFA Cup-wedstrijd tegen Widzew Łódź, een hattrick maakte. Daarnaast werd hij goudhaantje genoemd vanwege zijn reputatie dat hij kon scoren op beslissende momenten.

## Biografieën
In augustus 2010 kwam een biografie uit over Rep, getiteld Rep. Een roerig (voetbal)leven, geschreven door Mik Schots. Zijn tweede biografie werd in november 2016 uitgebracht: Johnny Rep. Buitenbeentje, van de hand van Mark van den Heuvel.

## Eerbetoon
- De Franse popgroep Mickey 3D bracht in 2004 het album Live à Saint Etienne uit, met een single genaamd Johnny Rep, over zijn debuut met hattrick bij Saint-Étienne. Jacques Vendroux, de commentator uit 1979, sprak hiervoor nieuw commentaar in.[7]
- De jazzpianist en componist Leo Cuypers schreef in 1974 de Johnny Rep Suite.
- In de Amsterdamse buurt Park de Meer, waar vroeger stadion De Meer lag, zijn bruggen vernoemd naar Ajaxspelers van de jaren 1970. De Johnny Repbrug is een houten voetgangersbrug over de Tweede Molenwetering.

## Discografie
- Rep nam in 1980 de single Hey Johnny op (TREMA 410138)